# Mauther Forst

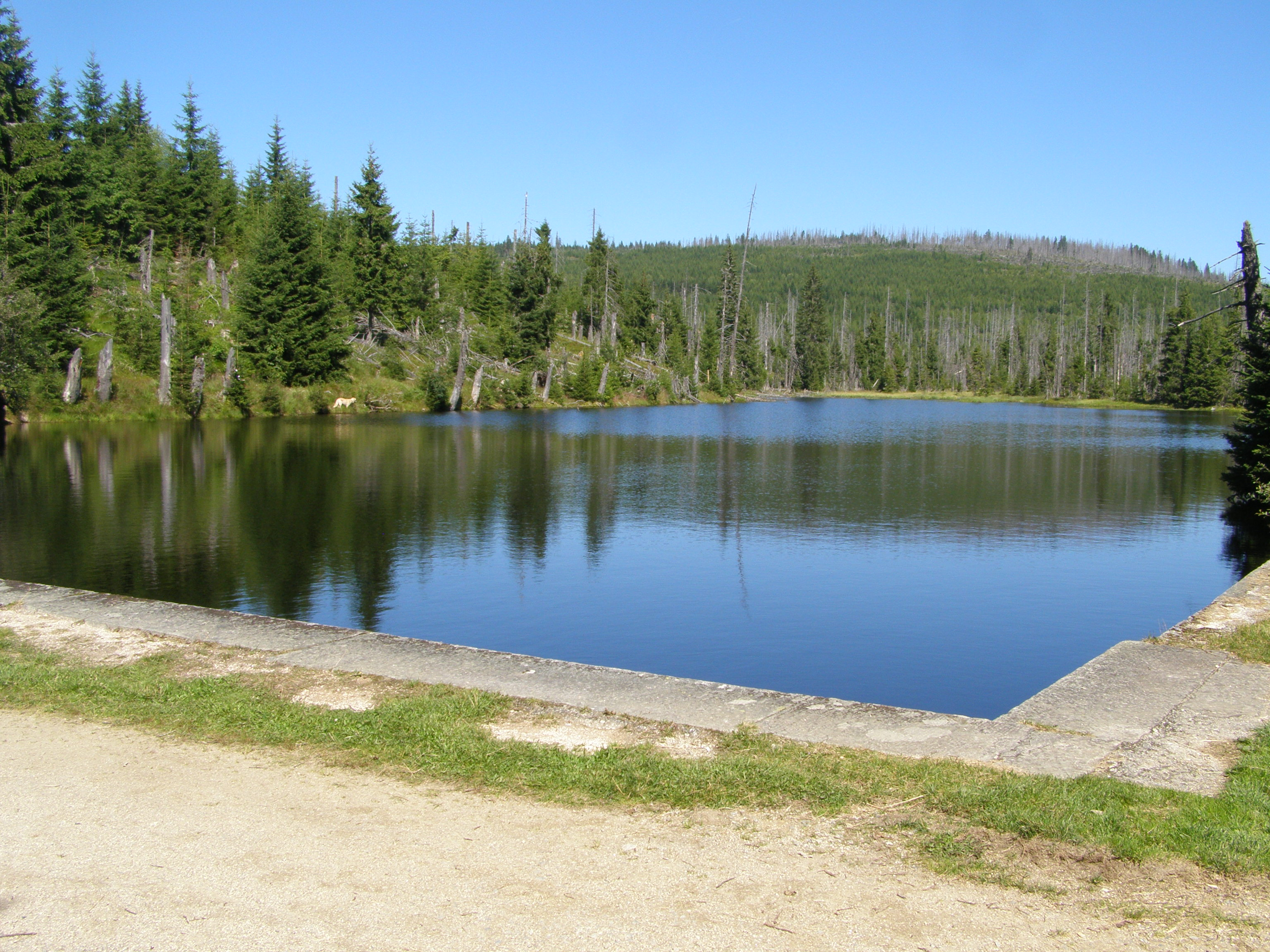
Reschbachklause

Der Mauther Forst ist ein gemeindefreies Gebiet im niederbayerischen Landkreis Freyung-Grafenau in Bayern.

## Geographie
Der 24,64 km² große Staatsforst liegt an der Grenze zu Tschechien. Auf bayerischer Seite grenzt es an Philippsreut, Mauth und Schönbrunner Wald. Namensgebend ist die benachbarte Gemeinde Mauth.
Er ist teilweise Bestandteil des Nationalpark Bayerischer Wald, des Naturparks Bayerischer Wald und des Landschaftsschutzgebietes LSG Bayerischer Wald. Teile des Gebietes gehören zum Fauna-Flora-Habitat-Gebiet Nationalpark Bayerischer Wald und zum EU-Vogelschutzgebietes-Gebiet Nationalpark Bayerischer Wald.

## Geotop
Im Mauther Forst befindet sich das Bärenriegelkar NW von Finsterau, welches vom Bayerischen Landesamt für Umwelt (LfU) als geowissenschaftlich wertvolles Geotop (Geotop-Nummer: 272R020) ausgewiesen ist.

## Baudenkmal
Der Reschbachtrift ist ein ausgewiesenes Baudenkmal (D-2-72-134-20).